# Trude Beiser-Jochum
Pour les articles homonymes, voir Beise et Jochum.
Trude Beiser-Jochum née Trude Jochum, née le 2 septembre 1927 à Lech am Arlberg, est une skieuse alpine autrichienne membre du Ski Club de l'Arlberg.
Elle remporte 3 médailles d'or sur 3 événements différents : Jeux olympiques 1948 (combiné), championnats du monde 1950 (descente) et Jeux olympiques 1952 (descente).

## Palmarès

### Jeux olympiques d'hiver
| Épreuve / Édition    | Descente | Slalom géant                     | Slalom | Combiné                          |
| JO 1948 Saint-Moritz | Argent   | Épreuve inexistante à cette date | —      | Or                               |
| JO 1952 Oslo         | Or       | 11e                              | 8e     | Épreuve inexistante à cette date |

### Championnats du monde
| Épreuve / Édition    | Descente | Slalom géant                     | Slalom | Combiné                          |
| JO 1948 Saint-Moritz | Argent   | Épreuve inexistante à cette date | —      | Or                               |
| Mondiaux 1950 Aspen  | Or       | 4e                               | 7e     | Épreuve inexistante à cette date |
| JO 1952 Oslo         | Or       | Argent                           | 8e     | Épreuve inexistante à cette date |

## Arlberg-Kandahar
- Vainqueur du slalom 1947 à Mürren